# عملیات‌های عمده برون‌مرزی ارتش آمریکا

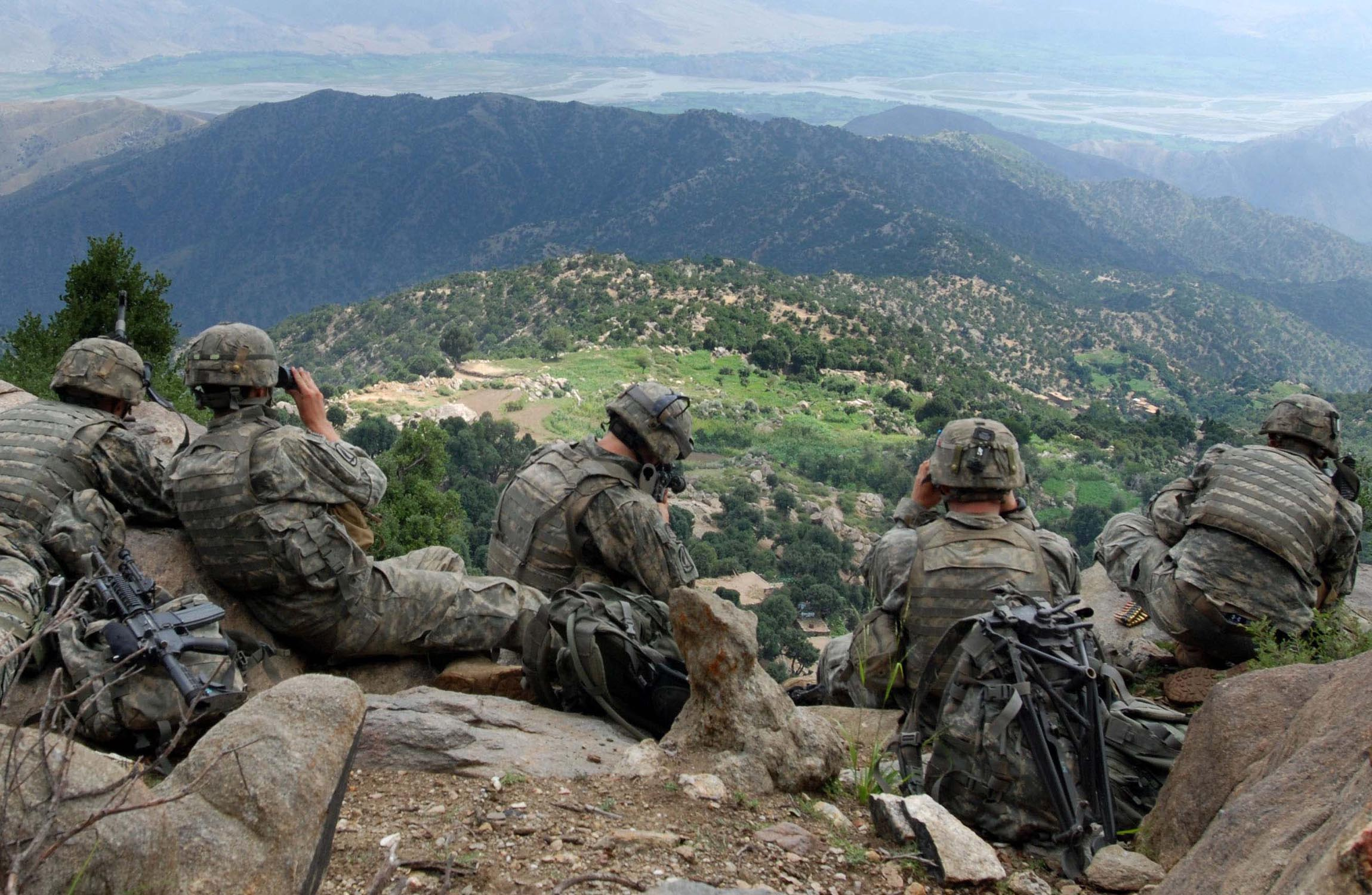
تصویری از نیروهای ویژه ارتش ایالات متحده آمریکا در افغانستان.

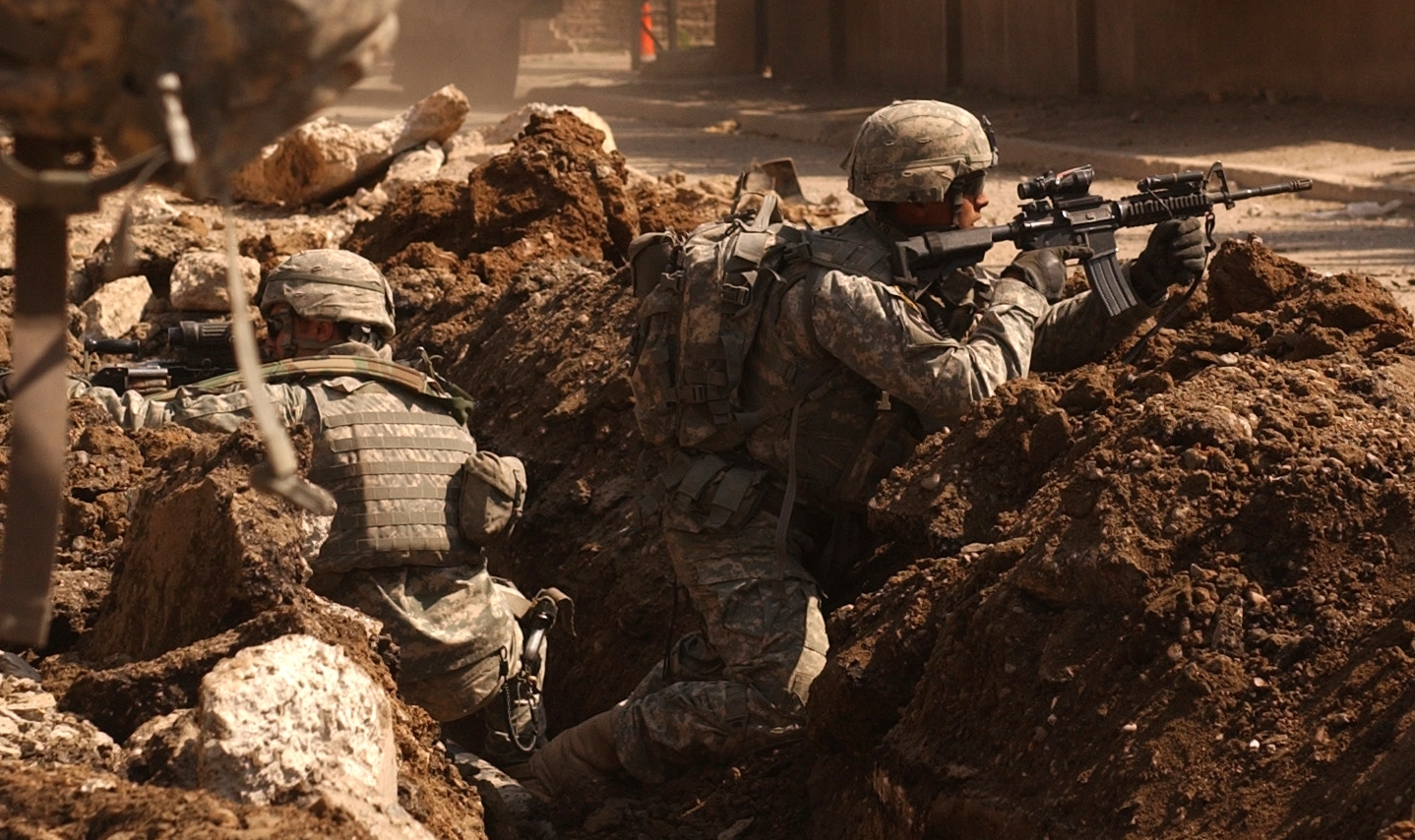
تصویری از سربازان ارتش ایالات متحده آمریکا در عراق.

برخی از عمده‌ترین عملیات‌های برون‌مرزی ارتش ایالات متحده آمریکا در دیگر کشورها در نیم قرن گذشته:
| سال                        | مکان                           | علت                                                                                          |
| ۱۹۵۱                       | کره                            | دفاع از کره جنوبی پس از حمله کره شمالی                                                       |
| ۱۹۵۷                       | اردن                           | جلوگیری از سقوط حکومت ملک حسین                                                               |
| ۱۹۵۸                       | لبنان                          | مقابله با سوریه                                                                              |
| ۱۹۶۰ تا ۱۹۷۵               | ویتنام                         | جلوگیری از گسترش کمونیسم                                                                     |
| ۱۹۶۰                       | کوبا                           | سرنگونی حکومت فیدل کاسترو و مقابله با استقرار سایت‌های شوروی در خاک کوبا                      |
| ۱۹۶۲                       | دومنیکن                        | تعویض حکومت و استقرار دونالدری کاپرال                                                        |
| ۳۰ آوریل ۱۹۷۰              | کامبوج                         |                                                                                              |
| ۱۹۷۵                       | آنگولا                         | تثبیت و تحکیم نیروهای وابسته به غرب در سیستم حکومتی                                          |
| ۱۹۸۰                       | ایران                          | سعی در آزاد کردن گروگان‌های آمریکایی                                                          |
| ۱۹۸۱                       | گرانادا                        | ساقط کردن حکومت                                                                              |
| ۱۹۸۲                       | لبنان                          | تثبیت موقعیت اسرائیل                                                                         |
| ۱۹۸۷، تهاجم نظامی آمریکا   | پاناما                         | دستگیری مانوئل نوریگا رهبر پاناما به اتهام قاچاق مواد مخدر و فساد و تعویض حکومت              |
| ۱۹۹۲–۱۹۹۳                  | سومالی                         | تغییر اوضاع سیاسی                                                                            |
| ۱۹۹۰–۱۹۹۱                  | عراق و کویت                    | آزادسازی کویت از نیروهای اشغالگر صدام حسین.                                                  |
| ۱۹۹۴                       | هائیتی                         |                                                                                              |
| ۱۹۹۸                       | سودان و افغانستان              | حمله موشکی به پایگاه‌های مظنون القاعده به دنبال انفجار سفارتخانه‌های آمریکا در کنیا و تانزانیا |
| ۱۹۹۳–۲۰۰۰                  | عراق                           | منع صدام حسین از عبور از حریم مدار ۳۳ درجه.                                                  |
| ۱۹۹۴ تا ۲۰۰۰               | رواندا، زئیر، هندوراس و کلمبیا |                                                                                              |
| ۱۵ مهر ۱۳۸۰ (۷ اکتبر ۲۰۰۱) | افغانستان                      | مقابله با طالبان و القاعده                                                                   |

## فهرست کامل‌تر تا سال ۲۰۰۶
۱۹۴۹–۱۹۴۵
۴۹–۱۹۴۵: اشغال بخشی از آلمان
۵۵–۱۹۴۵: اشغال بخشی از اتریش
۴۶–۱۹۴۵: اشغال بخشی از ایتالیا
۵۲–۱۹۴۵: اشغال ژاپن
۴۶–۱۹۴۵: اشغال مجدد موقتی فیلیپین برای کمک به استقلال این سرزمین
۴۹–۱۹۴۵: اشغال کره جنوبی
۱۹۴۶: ایتالیا در پی تیراندازی نیروهای یوگسلاو به سوی واحد ترابری غیرنظامی آمریکا، هری ترومن رئیس‌جمهور ایالات متحده آمریکا دستور داد نیروهای آمریکایی در خط اشغالی مرز مشترک ایتالیا و یوگسلاوی آمریکا افزایش یابد.
۱۹۴۸: فلسطین. گارد ساحلی برای حفاظت از کنسولگری آمریکا به بیت‌المقدس اعزام شد.
۴۹–۱۹۴۸: برلین. برقراری خط هوایی برلین برای کمک‌رسانی به بخش غربی برلین در پی برقراری محاصره این شهر از سوی نیروهای ارتش سرخ اتحاد شوروی.
۴۹ – ۱۹۴۸: چین. اعزام نیروهای تفنگدار دریایی ایالات متحده آمریکا به شهر پکن برای حفاظت از سفارت آمریکا در این شهر در پی وقوع انقلاب کمونیستی چین.

## ۱۹۵۹ – ۱۹۵۰
۵۳ – ۱۹۵۰: جنگ کره. اعزام نیروهای آمریکایی در چارچوب نیروهای سازمان ملل متحد به منظور دفاع از بخش جنوبی شبه جزیره کره در مقابل نیروهای کمونیست کره شمالی و چین. در این جنگ بیش از ۳۶ هزار سرباز آمریکایی کشته شدند.
۵۵ – ۱۹۵۰: فرمز (تایوان). در ژوئن ۱۹۵۰ هری ترومن رئیس‌جمهور ایالات متحده آمریکا دستور داد ناوگان هفتم آمریکا در میان جزیره فرمز و خاک اصلی چین مستقر شود تا از این طریق مانع حمله احتمالی کمونیست‌ها به این جزیره شوند.
۵۵–۱۹۵۴: چین. نیروی دریایی ایالات متحده آمریکا، شهروندان ونظامیان این کشور از از خاک چین را تخلیه کردند.
۶۴–۱۹۵۵: ویتنام. نخستین مشاوران نظامی آمریکا در ۱۲ فوریه ۱۹۵۵ راهی ویتنام شدند. تا ۱۹۶۴، تعداد نظامیان آمریکایی در ویتنام به ۲۱ هزار تن رسید. در ۷ اوت ۱۹۶۴ کنگره ایالات متحده آمریکا قطعنامه خلیج تونکن را به تصویب رساند که رئیس‌جمهوری آمریکا اجازه داد در صورت لزوم اقدامات ضروری را برای حفاظت از کشورهای عضو سیتو به عمل آورد.
۱۹۵۶: مصر. یک ناو نیروی دریایی ایالات متحده آمریکا، شهروندان آمریکایی را درخلال جنگ سوئز از شهر اسکندریه تخلیه کرد.
۱۹۵۸: لبنان. در جریان بحران ۱۹۵۸ لبنان، نیروهای تفنگدار دریایی ایالات متحده آمریکا به دعوت کامل شمئون وارد این کشور شدند. کنگره ایالات متحده آمریکا از این اقدام حمایت کرد و این الگو بعدها در دیگر مناطق جهان نیز به مرحله اجرا گذاشته شد.

## ۱۹۶۹ – ۱۹۶۰
۶۰ – ۱۹۵۹ کارائیب: نیروهای تفنگدار دریایی ایالات متحده آمریکا برای حفاظت از شهروندان آمریکایی در جریان انقلاب کوبا در این کشور عملیات انجام دادند.
۱۹۶۲: تایلند. در ۱۷ مه ۱۹۶۲، واحد ویژه نیروهای تفنگدار دریایی ایالات متحده آمریکا برای حمایت از این کشور در مقابل تهدید کمونیست‌ها از خارج، وارد تایلند شدند.
۱۹۶۲: کوبا. در ۲۲ اکتبر، در جریان بحران موشکی کوبا، جان کندی رئیس‌جمهور ایالات متحده آمریکا فرمان محاصره دریایی کوبا برای جلوگیری از حرکت کشتی‌های اتحاد شوروی به سوی این کشور را صادر کرد.
۷۵–۱۹۶۲ :لائوس. از اکتبر ۱۹۶۲ تا ۱۹۷۵، ایالات متحده آمریکا از دولت ضد کمونیست لائوس حمایت نظامی‌کرد.
۱۹۶۴: کنگو (زئیر). ایالات متحده آمریکا ۴ فروند هواپیمای حمل ونقل را برای جابجایی نیروهای کنگویی در جریان شورش‌ها در این کشور اعزام کرد.
۷۵–۱۹۵۹: جنگ ویتنام. تعداد مشاوران نظامی آمریکا در ویتنام جنوبی افزایش یافت. در اوت ۱۹۶۴ در جریان ماجرای خلیج تونکن، آمریکا وارد جنگ رسمی با نیروهای ویتنام شمالی شد. تا سال ۱۹۶۹، تعداد نظامیان آمریکایی در ویتنام به ۵۴۳ هزار نفر رسید.
۱۹۶۹: جمهوری دومینیکن. ایالات متحده برای حفاظت از جان شهروندان آمریکایی در جمهوری دومینیکن، ۲۰ هزار نیروی نظامی را گسیل داشت تا از فروافتادن این کشور به دامان کمونیسم جلوگیری کند.
۱۹۶۹: کنگو (زئیر). ایالات متحده ۳ هواپیمای حمل و نقل نظامی را برای جابجایی نیروهای عمل‌کننده علیه شورشیان به این کشور اعزام کرد.
۱۹۶۸: لائوس و کامبوج. ایالات متحده بمباران مخفیانه این دو کشور را برای نابودی نیروهای ویتنام شمالی آغاز کرد. این عملیات دو سال ادامه یافت. نام این عملیات Operation Command Hunt بود.

## ۱۹۷۹ – ۱۹۷۰
۱۹۷۰ کامبوج. نیروهای آمریکایی برای پاکسازی مناطق شرقی کامبوج از حضور نیروهای ویتنام شمالی وارد این کشور شدند.
۱۹۷۱: شبه قاره هند. اعزام ناو هواپیما بر اینترپرایز به اقیانوس هند با هدف حمایت از جنگ استقلال بنگلادش.
۱۹۷۴: قبرس. نیروهای دریایی آمریکا، شهروندان آمریکایی را در جریان درگیری ترک‌ها و یونانیان قبرس از این جزیره خارج کردند.
۱۹۷۵: ویتنام. در ۳ آوریل ۱۹۷۵، جرالد فورد رئیس‌جمهور ایالات متحده آمریکا به نیروی دریایی آمریکا دستور داد آوارگان و شهروندان آمریکایی را از ویتنام خارج کنند.
۱۹۷۵: ویتنام جنوبی. در ۳۰ آوریل ۱۹۷۵، جرالد فورد رئیس‌جمهور ایالات متحده آمریکا دستور داد ۱۴۰۰ شهروند آمریکایی و ۵۵۰۰ شهروند ویتنامی را به همراه خانواده‌هایشان از فراز سفارت آمریکا در سایگون خارج کنند.
۱۹۷۵: کامبوج. در ۱۵ مه، جرالد فورد رئیس‌جمهور ایالات متحده آمریکا اعلام کرد که به نیروهای نظامی آمریکا دستور داده قایق آمریکایی با نام SS Mayaguez را که توسط کامبوجی‌ها تصرف شده بود، بازپس گیرند.
۱۹۷۶: لبنان. در ۲۲ و ۲۳ ژوئیه، هلی کوپترهای آمریکایی حدود ۲۵۰ آمریکایی و اروپایی را درجریان نیروهای داخلی در این کشور تخلیه کردند.
۱۹۷۶ :کره. نیروهای بیشتری در پی کشته شدن ۲ سرباز آمریکایی توسط نظامیان کره شمالی به کره جنوبی اعزام شدند. این دو سرباز به دلیل قطع درخت در منطقه غیرنظامی میان دو کره کشته شدند.
۱۹۷۸: زئیر (کنگو). از ۱۹ مه تا اواسط ژوئن، هواپیماهای نظامی حمل و نقل آمریکایی برای کمک به نیروهای بلژیکی و فرانسوی عمل‌کننده در زئیر به این کشور اعزام شدند.

## ۱۹۹۰–۱۹۸۰
۱۹۸۰: ایران. در ۲۶ آوریل، جیمی کارتر رئیس‌جمهور ایالات متحده آمریکا دستور داد با اجرای عملیات Operation Eagle Claw، گروگانهای آمریکایی در تهران آزاد شوند. این علمیات در طبس شکست خورد.
۱۹۸۱: السالوادور. در پی تشدید حملات چریک‌های ضد دولتی، مشاوران نظامی آمریکا برای آموزش ارتش السالوادور به این کشور اعزام شدند.
۱۹۸۱: لیبی. در ۱۹ اوت ۱۹۸۱، هواپیماهای آمریکایی که از ناو هواپیمابر نیمیتس به پرواز درآمده بودند، به سوی ۲ فروند هواپیمای جنگنده لیبی شلیک کردند. این ماجرا تحت عنوان «حادثه نخست خلیج سیدرت» معروف شد.
۱۹۸۲: لبنان. در ۲۱ اوت رونالد ریگانرئیس‌جمهور ایالات متحده آمریکا گزارش داد ۸۰ تفنگدار دریایی برای کمک به نیروهای چند ملیتی در لبنان به این کشور اعزام شده‌اند.
۸۳ – ۱۹۸۲: لبنان. در ۲۹ سپتامبر، رونالد ریگانرئیس‌جمهور ایالات متحده آمریکا گزارش داد ۱۲۰۰ تفنگدار دریایی برای کمک به نیروهای چند ملیتی در لبنان به این کشور اعزام شده‌اند. در ۲۹ سپتامبر سال ۱۹۸۳، کنگره ایالات متحده آمریکا قطعنامه نیروهای چند ملیتی در لبنان را به تصویب رساند که براساس آن فعالیت این نیروها برای ۱۸ ماه بعد تمدید شد.
۱۹۸۳: مصر. در پی بمباران هوایی مناطقی از خاک سودان توسط هواپیماهای لیبی، آمریکا امکانات الکترونیکی هواپیمای آواکس را در اختیار مصر و سودان قرار داد.
۱۹۸۳: گرانادا. با هدف جلوگیری از روی کارآمدن حکومت کمونیستی در گرانادا، آمریکا عملیات کودتا و اشغال این کشور را تحت نام Operation Urgent Fury به مورد اجرا گذاشت.
۸۹ – ۱۹۸۳: هندوراس. در ژوئیه ۱۹۸۳، آمریکا، آموزش نظامیان هندوراس را برای جنگ با دولت نیکاراگوئه آغاز کرد. در ۲۵ مارس ۱۹۸۶، هلی کوپترهای نظامی آمریکا، نظامیان هندوراسی را به مرز این کشور با نیکاراگوئه منتقل کردند.
۱۹۸۳: چاد. در ۸ اوت، رونالد ریگانرئیس‌جمهور ایالات متحده آمریکا گزارش داد که هواپیماهای آواکس و ۸ فروند هواپیمای F-۱۵ به همراه نیروهای لجستیکی زمینی به دولت چاد در مقابل حمله ارتش لیبی کمک کرده‌اند.
۱۹۸۴: خلیج فارس. در ۵ ژوئن هواپیماهای آواکس آمریکا به هواپیماهای جنگی عربستان سعودی کمک کردند تا به هواپیماهای ایرانی شلیک کنند.
۱۹۸۵: ایتالیا. در ۱۰ اکتبر، هواپیماهای نیروی دریایی آمریکا یک فروند هواپیمای مسافربری ربوده شد مصر را در جزیره سیسیل مجبور به فرود کرد.
۱۹۸۶: لیبی. در ۱۶ آوریل، رونالد ریگانرئیس‌جمهور ایالات متحده آمریکا گزارش داد که نیروی هوایی و دریایی آمریکا، مراکز آموزش‌های تروریستی را در تریپولی، پایتخت لیبی بمباران کردند. این عملیات در پاسخ به انفجار در یک بار شبانه آلمانی صورت گرفت که طی آن ۲ سرباز آمریکایی کشته شدند. نام این عملیات Operation Eldorado Canyon بود.
۱۹۸۶ :بولیوی. هواپیماها و سربازان آمریکایی در عملیات مبارزه با مواد مخدر در بولیوی شرکت کردند.
۸۸–۱۹۸۷: خلیج فارس. در پی اوج‌گیری جنگ میان ایران و عراق، آمریکا برنامه انتقال نفتکش‌ها تحت پرچم این کشور را آغاز کرد. نام این عملیات، عملیات اراده جدی Operation) Earnest Will) بود. رونالد ریگانرئیس‌جمهور ایالات متحده آمریکا گزارش داد که کشتی‌های آمریکایی به سوی قایق‌های ایرانی در ۲۱ سپتامبر (ایران ارج) و در روزهای ۸ اکتبر، ۱۹ اکتبر ۱۹۸۶ شلیک نمود و در ۱۸ آوریل ۱۹۸۷ ناوچه سهند را غرق کردند. نام این عملیات آخوندک Praying Mantis بود.
- ۸۸–۱۹۸۷: خلیج فارس. در جریان عملیات Operation Earnest Will ناوگان دریایی آمریکا، کار حفاظت از تانکرهای نفتکش کویتی را آغاز کردند. این عملیات، بزرگ‌ترین عملیات کاروان نیروی دریایی آمریکا بعد از جنگ جهانی دوم بود.
۱۹۸۸: خلیج فارس. عملیات آخوندک Operation Praying Mantis آغاز شد.
۱۹۸۸: هندوراس. عملیات امدادرسانی اضطراری به دولت هندوراس با نام عملیات قرقاول طلا برای مقابله با حملات ارتش نیکاراگوئه به کشور هندوراس آغاز شد.
۱۹۸۸: خلیج فارس. ناو آمریکایی وینسنس. هواپیمای مسافربری خط هوایی ۶۵۵ ایران را با ۲۹۰ مسافر و خدمه پرواز سرنگون کرد.
۱۹۸۸: پاناما. از اواسط مارس وآوریل ۱۹۸۸، نظامیان آمریکایی برای فشار بر مانوئل نوریگا، رئیس‌جمهوری پاناما وارد این کشور شدند. نام این عملیات Operation Just Cause بود. هزار نظامی آمریکا از پشتیبانی ۱۰ هزار نظامی دیگر مستقر در منطقه کانال پاناما، برخوردار شدند.
۱۹۸۹: لیبی. در ۴ ژانویه، ۲ فروند هواپیمایی ۱۴- f که از فراز ناو هواپیمابر جان اف کندی به پرواز درآمده بودند، ۲ فروند هواپیمای جنگی لیبی را سرنگون کردند، این حادثه به نام «دومین حادثه خلیج سیدرت» لقب گرفت.
۱۹۸۹: پاناما. در ۱۱ مه، در پی مخالفت مانوئل نوریگا با نتایج انتخابات ریاست جمهوری در پاناما، جورج هربرت واکر بوش رئیس‌جمهور ایالات متحده آمریکا دستور داد ۱۹۰۰ سرباز دیگر به تعداد ۱۱ هزار نظامی آمریکا در منطقه اضافه شود.
۱۹۸۹: کلمبیا، بولیوی و پرو. در ۱۵ سپتامبر، جورج هربرت واکر بوش رئیس‌جمهور ایالات متحده آمریکا اعلام کرد که نظامیان آمریکایی در جنگ کشورهای حوزه آند با قاچاقچیان مواد مخدر شرکت می‌کنند. تا اواسط سپتامبر، ۵۰ تا ۱۰۰ مشاور نظامی آمریکا راهی کلمبیا شدند.
۱۹۸۹: فیلیپین. در ۲ دسامبر، جورج هربرت واکر بوش رئیس‌جمهور ایالات متحده آمریکا گزارش داد که نظامیان آمریکایی مستقر در پایگاه هوایی کلارک در روز اول دسامبر به دولت آکینو در شکست یک کودتا کمک کرده‌اند. هم‌زمان ۱۰۰ سرباز نیروی دریایی از پایگاه دریایی سویک برای حفاظت از سفارت آمریکا در مانیل به این مقر اعزام شدند.
۹۰–۱۹۸۹: پاناما. در ۲۱ دسامبر، عملیات اشغال پاناما شروع شد. نام این عملیات Operation Just Cause بود. در پی این اقدام مانوئل نوریگا رئیس‌جمهور پاناما سرنگون شد. تا ۱۳ فوریه ۱۹۹۰، نظامیان آمریکایی از پاناما خارج شدند.
۱۹۹۰: لیبریا. در ۶ اوت، جورج هربرت واکر بوش رئیس‌جمهور ایالات متحده آمریکا اعلام کرد که تعدادی از نظامیان آمریکایی برای حفاظت از سفارت آمریکا، راهی مونرویا شده‌اند.
۱۹۹۰: عربستان سعودی. در ۹ اوت، جورج هربرت واکر بوش رئیس‌جمهور ایالات متحده آمریکا اعلام کرد دستور داده است تا نظامیان آمریکایی برای حفاظت از عربستان در پی حمله عراق به کویت(اشغال کویت)، به عربستان نیرو اعزام کرده است.

## ۱۹۹۹ – ۱۹۹۱
- ۱۹۹۱: خلیج فارس. در ۱۶ ژانویه، عملیات توفان صحرا Operation Desert Stormly با حمله به عراق و با هدف آزادسازی کویت آغاز شد. این عملیات در ۲۸ فوریه پایان یافت.
۱۹۹۱: عراق. در ۱۷ مه، جورج هربرت واکر بوش رئیس‌جمهور ایالات متحده آمریکا اعلام کرد که برای نجات کردهای عراقی، عملیات امدادرسانی به این منطقه را آغاز کرده است.
۱۹۹۱: زئیر. در ۲۷ – ۲۵ سپتامبر، در پی هرج و مرج و غارت در کینشازا، هواپیماهای ترابری نظامی آمریکا، ۱۰۰ نیروی بلژیکی را به کینشازا منتقل کردند. هواپیماهای آمریکایی همچنین نیروهای فرانسوی به جمهوری آفریقای مرکزی منتقل و شهروندان آمریکایی را از این کشور تخلیه کردند.
۹۶–۱۹۹۱: عراق. ارسال کمک‌های بشردوستانه به کردهای عراقی در عملیات
Operation Provide Comfort
۱۹۹۲: سیرالئون. در ۳ مه، هواپیماهای آمریکایی، شهروندان این کشور را از سیرالئون خارج کردند.
۱۹۹۲: کویت. در ۳ اوت، ایالات متحده برپایی دوره‌های آموزش نظامی را در کویت آغاز کرد تا عراق را به همکاری با سازمان ملل متحد و به رسمیت شناختن مرز کویت وادار نماید.
۲۰۰۴ – ۱۹۹۲: عراق. آمریکا عملیات منطقه پرواز ممنوع را درعراق آغاز کرد. هدف از این عملیات، بازداشتن صدام حسین از حمله مجدد به مناطق کردنشین شمال بود.
۹۵–۱۹۹۲: سومالی. در ۱۰ دسامبر ۱۹۹۲، جورج هربرت واکر بوش رئیس‌جمهور ایالات متحده آمریکا گزارش داد که دستور داده است نیروهای آمریکایی برای کمک به اموررسانی در جریان بحران داخلی سومالی از کاروان‌های بشردوستانه سازمان ملل متحد حفاظت نمایند. عملیات بازگشت امید Operation Restore Hope در ۴ مه، ۱۹۹۳ پایان یافت.
۱۹۹۳ تا اکنون: بوسنی هرزگوین، حضور در نیروهای حافظ صلح بین‌المللی
۱۹۹۳: مقدونیه. در ۹ ژوئیه، بیل کلینتونرئیس‌جمهور ایالات متحده آمریکا گزارش داد که ۳۵۰ سرباز آمریکایی برای کمک به برقراری ثبات در جمهوری مقدونیه، به این کشور اعزام شده‌اند.
۹۵–۱۹۹۳: هائیتی. کشتی‌های آمریکایی به همراه ۲۰ هزار سرباز به آب‌های هائیتی اعزام شدند تا بر تحریم این کشور نظارت کنند. نام این عملیات Operation Uphold Democracy بود.
۱۹۹۴: مقدونیه. در ۱۹ آوریل، بیل کلینتونرئیس‌جمهور ایالات متحده آمریکا گزارش داد که نیروهای آمریکایی مستقر در مقدونیه با ۲۰۰ سرباز دیگر تقویت می‌شوند.
- ۱۹۹۵: بوسنی هرزگوین. ناتو بمباران صرب‌های بوسنی را آغاز کرد. در عملیاتی با نام Operation Deliberate Force.
۱۹۹۶: لیبریا. در ۱۱ آوریل، بیل کلینتونرئیس‌جمهور ایالات متحده آمریکا گزارش داد که در ۹ آوریل دستور خارج کردن شهروندان آمریکایی از لیبریا را به ارتش آمریکا صادر کرده است.
۱۹۹۶: جمهوری آفریقای مرکزی. در ۲۳ مه، بیل کلینتونرئیس‌جمهور ایالات متحده آمریکا گزارش داد که ارتش کار خروج شهروندان آمریکایی از بانگویی و حفاظت از سفارت آمریکا در این شهر (پایتخت جمهوری آفریقای مرکزی) را آغاز کرده است.
۱۹۹۷: آلبانی. در ۱۳ مارس نظامیان آمریکایی، کار تخلیه شهروندان آمریکایی از تیرانا را آغاز کردند.
۱۹۹۷: کنگو و گامبیا. در ۲۷ مارس، بیل کلینتونرئیس‌جمهور ایالات متحده آمریکا گزارش داد در ۲۵ مارس، نیروهای آمریکایی، شهروندان این کشور در کنگو و گامبیا را خارج کرده است.
۱۹۹۷: سیرالئون. در ۲۹ و ۳۰ مه، نظامیان آمریکایی وارد فری تاون پایتخت سیرالئون شدند که بر روند تخلیه شهروندان آمریکایی نظارت کنند.
۱۹۹۷ :کامبوج. در ۱۱ ژوئن، نیروهای ویژه برای نظارت بر خروج اتباع آمریکایی از کامبوج، در پایگاه هوایی یوتاپو Utapo در تایلند مستقر شدند.
۱۹۹۸: عراق. بمباران هوایی عراق
۱۹۹۸: گینه بیسائو. در ۱۰ ژوئن، در پی بروز جنگ داخلی، بیل کلینتونرئیس‌جمهور ایالات متحده آمریکادستور داد نیروهای آمریکایی در داکا پایتخت سنگال مستقر شدند و برای تخلیه اتباع آمریکایی درحالت آماده باش قرار گیرند.
۹۹ – ۱۹۹۸: کنیا و تانزانیا. نیروهای آمریکایی به نایروبی در کنیا اعزام شدند که به درمان مجروحان حادثه انفجار سفارت آمریکا در کنیا و تانزانیا کمک کنند.
۱۹۹۸: افغانستان و سودان. در ۲۰ اوت، حملات موشکی آمریکا به افغانستان و سودان با عملیات Operation Infinite Reach آغاز شد.
۱۹۹۸: لیبریا. در ۲۷ سپتامبر، نظامیان آمریکایی برای تخلیه ۳۰ تبعه آمریکا در لیبریا به حال آماده باش درآمدند.
۲۰۰۱ – ۱۹۹۹ :تیمور شرقی. تعدادی از نظامیان آمریکایی در قالب نیروهای سازمان ملل متحده به تیمور شرقی اعزام شدند.
۱۹۹۹: کوزوو. بمباران صربستان توسط نیروهای ناتو آغاز شد. در عملیاتی به نام
Operation Allied Force

## از ۲۰۰۰ تاکنون
۲۰۰۰: سیرالئون. در ۱۲ مه، بیل کلینتونرئیس‌جمهور ایالات متحده آمریکا گزارش داد که به نیروی دریایی آمریکا دستور داده به سواحل سیرالئون نزدیک شوند و در صورت لزوم برای تخلیه اتباع آمریکایی وارد این کشور شوند.
۲۰۰۰: یمن. در ۱۴ اکتبر. بیل کلینتونرئیس‌جمهور ایالات متحده آمریکا گزارش داد که در پی وقوع انفجار در ناو کول در ۱۲ اکتبر، مقامات یمنی به ارتش آمریکا اجازه داده‌اند که در عدن عملیاتی انجام دهند.
۲۰۰۱: افغانستان. در پی وقوع حادثه ۱۱ سپتامبر. آمریکا حمله به افغانستان را در ۷ اکتبر آغاز کردند. این عملیات Operation Enduring Freedom نام گرفت.
۲۰۰۲ :یمن. در ۳ نوامبر، هواپیمای آمریکایی به سوی کاروان حامل رهبر القاعده در یمن Qaed Senyan al- Harthi شلیک کردند. گفته می‌شود که وی رهبری انفجار در ناو کول را برعهده داشته است.
۲۰۰۲: ساحل عاج. در ۲۵ سپتامبر، در پی اوج‌گیری جنگ داخلی در ساحل عاج، نیروهای آمریکایی برای کمک به تخلیه اتباع آمریکایی وارد این کشور شدند.
۲۰۰۳ :عراق. در ۲۰ مارس، حمله آمریکا به عراق برای سرنگونی صدام حسین آغاز شد.
۲۰۰۳: لیبریا. در ۹ ژوئن، جرج واکر بوش رئیس‌جمهور ایالات متحده آمریکا اعلام کرد نظامیان آمریکایی را در ۸ ژوئن به مونرویا اعزام کرده تا شهروندان آمریکایی نظارت کنند.
۲۰۰۳: گرجستان و جیبوتی. نیروهای آمریکایی برای کمک به عملیات جنگ علیه تروریسم وارد گرجستان و جیبوتی شدند.
۲۰۰۴: هائیتی. نیروهای آمریکایی برای بازگرداندن دموکراسی و سرنگونی در این برتراند آریستید، Jean Bertrand Aristide به هائیتی اعزام شدند.
۲۰۰۶: پاکستان. در پی حمله هوایی آمریکا به منطقه‌ای در نزدیکی مرز پاکستان و افغانستان، ۱۷ نفر کشته شدند.
۲۰۰۶: لبنان. یگان‌های دریایی آمریکا، تخلیه اتباع آمریکایی در لبنان، در جریان جنگ ۳۳ روزه این کشور آغاز کردند.
۲۰۰۶: سومالی. در ۸ ژانویه هواپیماهای آمریکایی مدافع اسلامگرایان سومالیایی را که در حال جنگ با نظامیان اتیوپی بودند، بمباران کردند.
۲۰۱۱:لیبی در اوایل سال ۲۰۱۱ میلادی، ایالات متحده در پاسخ یه قطعنامه شورای امنیت سازمان ملل مبنی بر دعوت از کشورهای جهان بر جلوگیری از کشتار غیرنظامیان مخالف حکومت، توسط حکومت سرهنگ قذافی، چندیدن فروند هواپیمای جنگی به این کشور فرستاد. این مشارکت البته فقط به صورت هوائی و تحت فرماندهی ناتو انجام شد.